# О’Коннор, Саои
Саои О’Коннор (англ. Saoi O'Connor; род. в 2003 году) — ирландский климатический активист, который начал забастовку в январе 2019 года «Пятница ради будущего» в городе Корк (Ирландия).

## Деятельность
11 января 2019 года Саои О’Коннор начал забастовку «Пятница для будущего» возле мэрии Корка с плакатом «У императора нет одежды». О’Коннор впервые появился в СМИ в возрасте 3 лет в рамках кампании справедливой торговли во время Дня Святого Патрика. О’Коннор бросил обычное образование в общественной школе Скибберин, чтобы перейти на домашнее обучение с целью заниматься активисткой деятельностью. В феврале 2019 года О’Коннор отправился в Европейский парламент в Страсбурге, чтобы присоединиться к другим активистам в дебатах по вопросам изменения климата.
О’Коннор был одним из 157 делегатов Молодёжной ассамблеи RTÉ по климату в 2019 году и в том же году принял участие в конференции Организации Объединённых Наций по изменению климата в Мадриде (Испания). В декабре 2019 года О’Коннор был удостоен награды «Выдающийся человек» на церемонии награждения Коркского экологического форума. Во время церемонии было отмечено, как мало произошло изменений в отношении проблемы изменения климата с момента начала климатической забастовки. Группа Friday for Future Cork, членом которой является О’Коннор, также получила благодарность от этого форума.
Из-за пандемии COVID-19 в начале 2020 года школьные забастовки были приостановлены, но О’Коннор возобновил их в июле 2020 года. В декабре 2020 года О’Коннор был частью группы из 9 женщин и небинарных активистов, которые опубликовали письмо мировым лидерам в Thomson Reuters Foundation News, озаглавленное «Поскольку Парижскому соглашению об изменении климата исполняется пять лет, необходимо принять срочные меры по борьбе с изменением климата и сегодняшними угрозами». В международную группу вошли Митци Джонель Тан, Белиндар Рикимани, Леони Бремер, Лаура Муньос, Фату Йенг, Диша Рави, Хильда Флавия Накабуйе и София Эрнандес Салазар.
В январе 2021 года О’Коннор написал статью для журнала The Irish Times, в которой размышлял о трудностях подготовки к экзаменам во время пандемии. О’Коннор был одним из авторов антологии «Пустой дом» совместно с Алисой Кинселлой и Нессой О’Махони, и включал в себя статьи Рика О’Ши и Паулы Михан. В 2021 году в День Земли О’Коннор был одним из организаторов виртуального мероприятия «Пятница для будущего Ирландии», на котором призвал министра по борьбе с изменением климата Эймона Райана принять более активные и незамедлительные меры по борьбе с изменением климата.